# Amarg

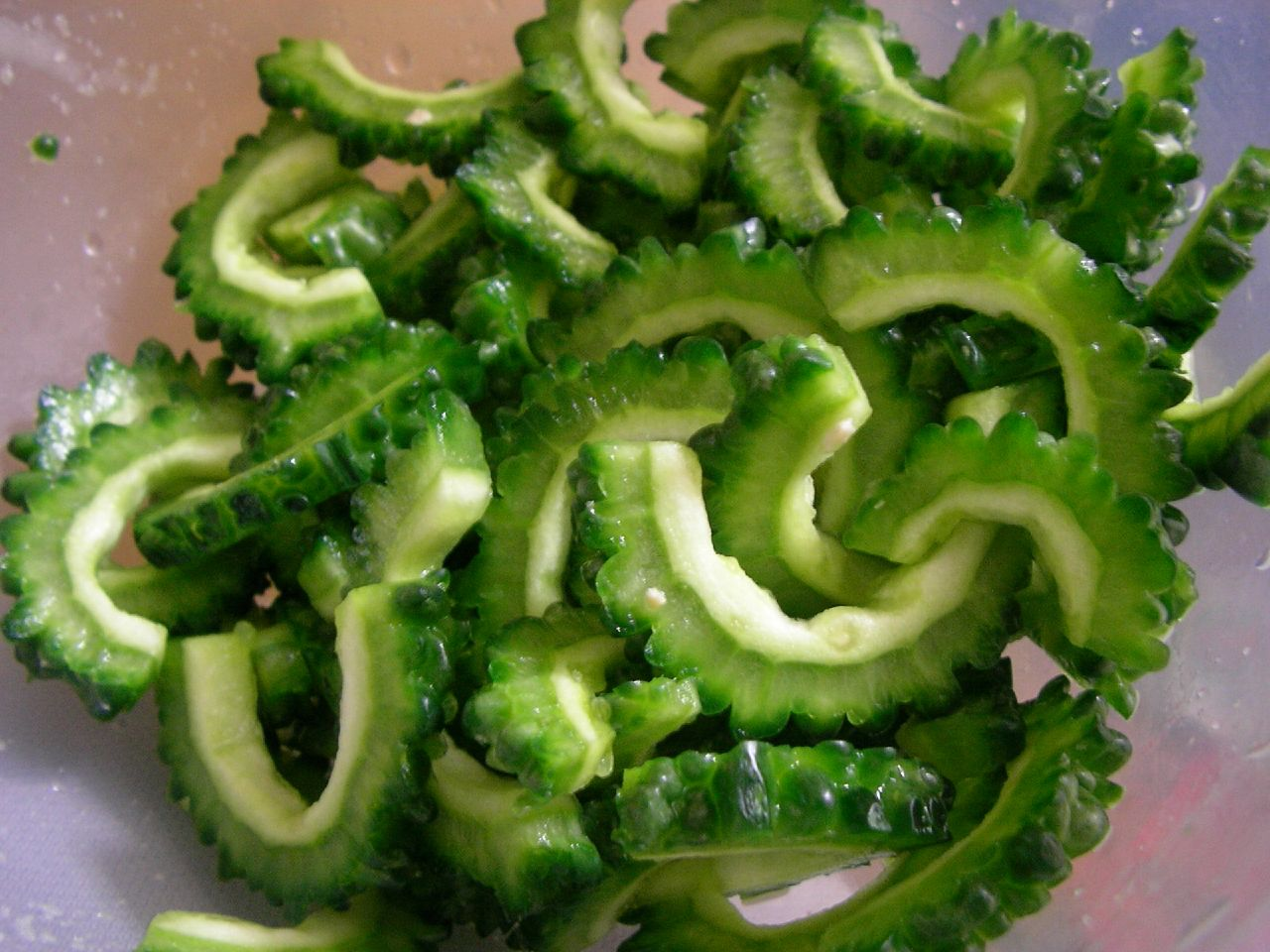
Amanida de carbassó amarg, hortalissa molt apreciada a l'Àsia del sud i del sud-est

El gust amarg és el sabor més marcat entre els gustos que poden identificar els nostres sentits especialitzats. En els humans, els receptors de gust amarg es coneixen com a hTAS2R i es troben a la llengua.

## Característiques
En general, el gust amarg es classifica com a desagradable o repulsiu. La reacció espontània vers el gust amarg quan no s'espera, porta a especular que, fisiològicament, és un mecanisme protector que ha ajudat als humans a identificar substàncies tòxiques.
Tot i així, hi ha molts aliments i begudes que contenen una proporció més o menys gran d'aquest gust. Entre aquests, cal esmentar certes begudes com la cervesa, el bíter, el cafè, l'aigua tònica, el te, el mate i alguns licors, com l'Amaretto i el Fernet.
Entre els aliments, cal destacar la xocolata amb poca llet i sucre, el carbassó amarg, les olives, la pell de llimona, les fulles comestibles de certes plantes com la xicoira, l'escarola i l'endívia, cítrics com l'aranja i l'aranja grossa, així com les ametlles amargues que tradicionalment s'han utilitzat per aromatitzar pastissos, com els "amargos" de Menorca, i licors.
Un dels productes d'amargor més intensa és la quinina, de tal forma que el sostre d'estimulació d'altres substàncies es compara en relació amb la quinina, a la que s'ha atribuït un valor d'1. Tot i així, la substància més amarga coneguda és el producte químic sintètic denatonium, amb un índex de 1.000.